# Szabadelvű Polgári Egyesület
A Szabadelvű Polgári Egyesület (2010 júliusától Magyar Szabadelvű Polgári Egyesület; rövidítése: SZPE) magyarországi civil szervezet, melyet javarészt az SZDSZ-ből kilépő tagok és politikusok alapítottak 2009 augusztusában, Sándor Klára vezetésével a Vám Design Centerben, az EP választások SZDSZ-kudarcát követően. Az egyesület tagja lett több aktív és már passzív SZDSZ-es politikus is, de olyanok is, akik sosem voltak a párt tagjai. Megalakulásukkor Sándor Klára nyilatkozata szerint megfelelő támogatás esetén a párttá válásra is megadták az esély.
Az egyesületnek 38 alapító tagja volt, köztük Kuncze Gábor, Magyar Bálint, Bálint György, Juhász Pál és Rajk László. Az elnökséget Ara-Kovács Attila, Hankó Faragó Miklós, Litván Györgyné, Sándor Klára, Subasicz Éva, Világosi Gábor és Wittinghof Tamás, Budaörs polgármestere alkották.
2012-től élükön Kuncze Gábor áll. Még ebben az évben az esőkként jelezték csatlakozási szándékukat a Bajnai Gordon nevével fémjelezett Együtt 2014 Választói Mozgalomhoz. Ekkor még, az elnök megfogalmazása alapján „politikai ambíciók nélkül” 2014-ben nem akartak jelölteket állítani országgyűlési választáson illetve többen jelezték – ekkorra már 100 fölött voltak tagjai –, hogy párttá alakulás esetén kilépnek. 2014-ben végül Kuncze egy nyilatkozata szerint a DK fémjelezte ellenzéki összefogás jelöltje lett, de a Magyar Szabadelvű Polgári Egyesületet is nyilvántartásba vette a Pest Megyei Területi Választási Bizottság, mint jelölő szervezetet. Az önkormányzati választáson mint párt szerepelt.
A Magyar Szabadelvű Polgári Egyesület több tagjával 2014 óta képviselteti magát Tököl képviselő-testületében.
Az egyesület hitvallása a 2016-ig működő weboldalán:
A szervezet legfontosabb elvének a szabadságot tekinti és a polgári demokráciák alapértékeit. Politikai teret szeretnének biztosítani azoknak, akik vallják, hogy a szabadság nem lehet anarchia, s a szabályok megkerülése, kijátszása minden ember fizikai, lelki, anyagi biztonságát veszélyezteti. Számítanak azokra is, akik látványpolitizálás helyett a felkészültséget és a felelős megfontoltságot részesítik előnyben, akik a gyűlölködéssel szemben a kiegyezést keresik.